# Pointe de Zinal
Die Zinalspitze (oder in der üblicheren französischen Bezeichnung Pointe de Zinal) ist ein 3789 m hoher Doppelgipfel in den Walliser Alpen und liegt südöstlich der Dent Blanche (4357 m). Der höhere Nordgipfel ist vom Südgipfel (3778 m) durch einen etwa 300 Meter langen Verbindungsgrat getrennt. Der Gipfel entsendet drei Grate: Richtung Nordwesten zur Dent Blanche, von der die Pointe de Zinal durch den Col de Zinal (3490 m) getrennt ist, nach Süden zum Schönbielhorn, sowie nach Nordosten zum Mont Durand. Letzterer wird im weiteren Verlauf zum Arbengrat, der zum Obergabelhorn (4063 m) zieht, die tiefste Scharte ist der Col Durand (3438 m). Nordöstlich des Berges liegt der Glacier Durand, im Südwesten der Schönbielgletscher und im Südosten der Hohwänggletscher. Der Gipfel steht etwas im Schatten seiner bekannteren und höheren Nachbarn, der Dent Blanche und dem Obergabelhorn.

## Anstiege
Der übliche Anstieg führt vom Col Durand (3438 m) über den Nordostgrat. Dabei wechseln sich Firn und Fels ab. Die letzten Meter erfordern Blockkletterei. Der Col Durand wird üblicherweise von der Schönbielhütte über die Einschartung zwischen Schönbielhorn und Gemsspitz (Oberer Blausatz, 3209 m) und den Hohwänggletscher erreicht. Von der Hütte bis zum Col Durand sind etwa 3 Stunden, für den Nordostgrat etwa 1½ Stunden einzuplanen.
Der Südgipfel ist über den Südgrat erreichbar. Dieser kann entweder vom Oberen Blausatz durch Querung der Westflanke des Schönbielhorns an der tiefsten Scharte (3358 m) erreicht werden. Alternativ kann man auch das Schönbielhorn mit einem zusätzlichen Zeitaufwand von etwa 45 Minuten überschreiten, um in diese Scharte zu gelangen. Der Übergang vom Süd- zum höheren Nordgipfel erfordert Kletterei im III. Schwierigkeitsgrad, wobei zwei Grattürme überklettert werden müssen. Von der Schönbielhütte zum Südgipfel sind etwa vier Stunden einzuplanen, für den Übergang zum Nordgipfel nochmals etwa eine Stunde.